# Selimiye Moskee (Veghel)
De Selimiye Moskee is een moskee in de wijk Veghel-Zuid in het Noord-Brabantse Veghel. Sinds 2018 heeft de moskee zijn deuren geopend aan de Evertsenstraat. De moskee biedt plaats aan 450 gelovigen en is ontworpen door Erdal Önder. De moskee is vernoemd naar de Ottomaanse sultan Selim II.

## Geschiedenis
De Turkse en Marokkaanse moslimgemeenschap zochten in de jaren 80 een geschikte bidplaats. De gemeenschap, die destijds voornamelijk bestond uit gastarbeiders, wilde een eigen gebedsruimte. De neo-gotische R.K. Congregatiekapel, ontworpen door de Nederlandse architect Pierre Cuypers heeft na jaren leegstand en dreiging tot sloop een nieuwe bestemming gekregen. In 1980 heeft de Selimiye moskee in Veghel zijn deuren geopend in het monumentale pand.

## Nieuwbouw Evertsenstraat
Door ruimtegebrek en de oplopende kosten van het monumentale pand van architect Pierre Cuypers is vanuit de Islamitische Stichting Nederland de opdracht gegeven om de moskee te bouwen. De moskee is ontworpen door de Brabantse architect Erdal Önder en heeft 2,6 miljoen euro gekost. Het gebouw bestaat uit een gebedsruimte voor 450 gelovigen, leslokalen, een conferentiezaal en een winkeltje.
Met een ceremonie vond de opening plaats op 27 april 2018. Onder de aanwezigen waren onder andere de burgemeester van de gemeente Meierijstad, Kees van Rooij en Sadin Ayyıldız, Turkse consul-generaal in Rotterdam.